# 幕府 (日本)
幕府（日语：／ bakufu */?）是指日本歷史上由征夷大將軍（俗稱幕府將軍，簡稱將軍）領導與統治的武家政權，為日本特有國情下所產生近似「尊王攘夷」的政治體制，從1185年源平合戰結束時開始，至1867年明治維新時結束，歷經鎌倉幕府、室町幕府、江戶幕府三個幕府時期，由河內源氏、北條氏、足利氏、德川氏先後相繼統治時間總長682年。
日本有著長期武官执政的歷史，武家強人以統治天下為志向，開設最高指揮機構「幕府」，類似於現代所稱的軍政府。征夷大將軍必須由天皇任命，表面上是天皇的臣子，但大部分均為世襲，且從凌駕正規的朝廷體系後來慢慢變成正規的朝廷體系之內的一部份（公家）；由於當時日本實施封建統治，征夷大將軍並不會直接掌控全國，而是會分封采邑給諸有力的武士，征夷大將軍的地位則等同為天下之共主，事實上是以“挟天子以令诸侯”的方式治国。另一方面，由於天皇在當時的地位相當神聖，即使擔任征夷大將軍的氏族有所更迭，也沒有外人敢直接篡奪天皇大位。日本這種特殊的政治體制，迥异於同時代世界上的其他國家。
中国歷史时代将軍出征在外，辦公的府署设在帐幕，因而称為「幕府」。該詞傳入日本後，成為近卫大将的汉名。之后右近卫大将源赖朝担任「征夷大将军」，因为是“大将军”，所以征夷大将军远征蝦夷时的本营也称作「幕府」。等同战时的司令部及和平时期的政策发出地，实质上是武家政权的政府机关。江戶時代中期以後，随着朱子理学的普及，研究漢學與儒学者的推廣，人們把征夷大將軍治事之處稱做「幕府」，變成政府機構。西方世界根據幕府是由征夷大將軍領導的事實，把幕府稱為。

## 定义
建久元年（1190年），源赖朝被任命为权大纳言和右近衛大將（右大将）。因此，其政厅（居馆）被称为「幕府」。建久三年（1192年），源赖朝被任命为征夷大将军，其居馆继续被称为「幕府」，以后「幕府」作为武家政权的首长及其居馆的称呼。镰仓时代末期，有同时代史料称当时的幕府为「東關柳营」或「東關幕府」。
南北朝时代，镰仓公方曾被称为「關東幕府」，用于与京都对立的關東政权，京都的公方（室町幕府）并不被称为幕府。
江户时代，江户幕府在官方上被称为“公儀”，绝不会称为「幕府」。到了江户时代后期，“幕府”一词的定义脱离了将军个人和空间上的将军居馆、政厅，开始指征夷大将军统治的武家政权。江户后期的水户学派的学者们为了强调日本是以天皇为中心的国家，幕府不过是由天皇任命的临时统治机关，所以盛行使用「幕府」这一用语。1890年帝国大学的史学教科书中，将镰仓、室町、江户3个武家政权定义为「幕府」，幕府的设立绑定征夷大将军的就任，确立了现今的用法。
也就是说，「镰仓幕府」和「室町幕府」等词语是在其以后的时代发明的。在此之前被称为“關东”、“武家”、“公方”等。每一位初代将军都没有发表过「开设幕府」的宣言，朝廷也从来没有命令建立幕府的诏书。因此，幕府的成立年份与征夷大将军的宣下并不一定一致。以往的日本教科书中，源赖朝接受征夷大将军宣下的1192年被认为是镰仓幕府创设之年。现记载的是在此7年前（1185年）得到守护、地头职的任免权。但是，再往前9年（1183年）获得东国支配权的说法也比较有力。室町幕府的实质成立在足利尊氏就任权大纳言的1336年，1338年被任命为征夷大将军。江户幕府，一般认为是在1603年德川家康接受将军宣下时成立。
后来王政复古大号令中宣布“摄关幕府等废绝”，明确了幕府的终结。
| 名称     | 時代     | 政庁       | 創設者   | 将軍家           | 代数 | 補佐職                         |
| -------- | -------- | ---------- | -------- | ---------------- | ---- | ------------------------------ |
| 鎌倉幕府 | 鎌倉時代 | 相模國鎌倉 | 源頼朝   | 源家、摄家、宮家 | 9代  | 執權（北条氏得宗家）           |
| 室町幕府 | 室町時代 | 山城國京都 | 足利尊氏 | 足利氏           | 15代 | 管領（細川氏、斯波氏、畠山氏） |
| 江戸幕府 | 江戸時代 | 武藏國江戸 | 德川家康 | 德川氏           | 15代 | 大老、老中                     |

### 其他“幕府”
近年来，历史学者中，对于镰仓、室町、江户幕府以外的武家政权，提出了其他的“幕府”称呼。而东岛诚认为“堺幕府”和“鞆幕府”等仅依据将军居所的幕府名称毫无意义，他建议「〇〇幕府」应该限定在东国国家论、两个王权论、多个幕府论等探讨列岛中心多点化的议论中使用”。另外，河内春人提出，5世纪被南朝宋任命为安东将军的倭五王与“天皇任命征夷大将军幕府”在构造上相同。
六波罗幕府
平清盛的平家政权是最初的武家政权，镰仓幕府的本质是任命大番役，平氏政權大番役的创始正是“幕府”的开端。由高橋昌明提出。
福原幕府
平家确立武家政权时并非以六波羅为根据地，而是迁都福原以后。由本鄉和人提出。
奥州幕府
藤原秀衡构想的政权称为幕府。由入間田宣夫提出。
堺幕府
与室町幕府第12代将军足利义晴并存，以堺为根据地，拥立被称为“堺公方”的足利义维的势力被称为堺幕府。由今谷明提出。
鞆幕府
室町幕府第15代将军足利义昭被从京都流放后，在备后国鞆的流亡政权被视为独立的鞆幕府。由藤田達生提出
安土幕府
织田信长的安土城政权为幕府。由藤田達生提出。

## 幕府役職

### 中央役職
源賴朝掌政時曾經設置幕府役職，賴朝所設置的官職一直流傳到室町時代。
- 征夷大將軍，幕府最高军事長官，以幕府政权为中心治理国家。
- 執權（鎌倉幕府輔佐將軍的首臣，後成為北條氏世襲專權的職務。室町幕府廢除）
- 連署（鎌倉幕府執權的輔佐職，由北條氏獨專。室町幕府廢除）
- 管領（室町幕府輔佐將軍的首臣，原稱「執事」。由細川氏、斯波氏和畠山氏三管領輪流擔任）
- 侍所（掌管幕府的武士（御家人），長官為所司。室町幕府時由四職輪流擔任）
- 小侍所（日语：小侍所）（室町幕府職制）
- 公文所（日语：公文所），後來改稱政所，長官最早是別當，後為執事。早期是僅次於將軍、總攬幕府財政與政務的職務，大江廣元死後，政所別當的職務由執權或連署兼任，執事成為實質上的長官。
- 問註所，裁判機構，長官為執事。
- 引付頭人
- 評定所，設評定眾11～12人議論政策，協助將軍行政。
- 奉公眾（日语：奉公衆），室町幕府職制，直屬於將軍的軍事力量。

江戶幕府後來改革了幕府役職。
- 大老（大老原為大名所設之家臣役職，江戶幕府將其设爲幕府役職，為臨時性的最高職位，歷來僅由井伊氏、酒井氏、土井氏和堀田氏四大家族擔任。另外，側用人柳澤吉保也曾獲任為大老格職務）
- 老中（江戶幕府輔佐將軍的首臣並直屬於將軍，負責統領全國政務。由多人同時擔任，採合議制）
- 側用人（將軍近侍的最高職。向老中傳達將軍的命令，將老中的呈報傳達給將軍）
- 若年寄（負責管理將軍直屬的武將旗本與家臣御家人，定額爲三至五名）
- 奏者番（掌管有關殿中所用禮儀事項的職務。在年初等諸大名謁見將軍的時候，負責進行轉達）
- 書院番頭（書院番旗本的軍事組織，掌管警衛、將軍出行等事宜）
- 小姓組番頭（將軍貼身侍衛）
- 留守居（掌管江戶守衛的官員，將軍離城時，負責江戶城警戒，在幕府初期是擁有極大權限的重要職務）
- 旗本（在將軍出場的儀式上出現的家格在御目見以上的家臣，為德川軍的直屬家臣團。通常旗本由一些失格的大名以及一些大名家的庶、末子來擔任。）
- 高家（由老中支配，掌管幕府的儀式和典禮。負責欽差、朝臣的接待，過往宮中的使節等。俸糧是僅一千五百石，不過官級與大名幷列。）
- 大目付（由老中支配，作爲老中的耳目，進行對大名、交代寄合、高家的監察等，負責幕政一切的監察）
- 町奉行（負責掌管江戶城下町的警政消防、市政民務、仲裁庶民爭端，負責支配江戶的町方，由老中所支配）
- 勘定奉行（掌管幕府的財政，收支出納，和租稅徵收，後來分為管理財稅的「勝手方」和管理關東地區行政訴訟的「公事方」）
- 寺社奉行（總制全國的寺院和神社、寺院和神社土地的管理，掌管佛教與神道神職人員的職務）
- 普請奉行（負責江戶城內的土木工程）
- 小普請奉行（掌管工程官員，負責後宮、東睿山、貴族府邸的營造、修繕）
- 作事奉行（掌管修繕建設的官員）
- 勘定吟味役（掌管監督糾察的官員，天和年間設置，元祿年間廢置，正德年間重設）

### 地方役職
- 守護。源賴朝初設。源賴朝和足利尊氏曾經爲了要嘉獎有功的家臣而分封諸臣至各令制國擔任守護。
- 地頭。源賴朝初設。此官乃是爲了要管理地方莊園，後來武士統治合併莊園，故撤銷此職。此職沒有兵權，故不受重視。
- 守護代。守護之代官。在守護不在的時候暫時掌管國政，在守護在的時候輔助處理國政，後來在戰國時代獲得實權。
- 管領。幕府管理近畿之役職，比眾守護和探題高。在細川氏滅亡後架空。
- 關東管領。幕府管理關東之職，比眾守護和探題高，在上杉謙信死後架空。
- 公方。在鐮倉、堀越、古河三地設置。為室町幕府（足利幕府）所設，用於管理關東地方。
- 禅律方（室町幕府職制）
- 神宮方（室町幕府職制）
- 鎌倉府（室町幕府職制）
- 六波羅探題，原為京都守護。與其它探題不同，此職在室町時代已被架空，並不起非常大的作用，只活躍於鐮倉時代，用於管理京都事務和監視天皇。
- 探題。在九州、西國、奧州（陸奧）、羽州（出羽）設置。用於管理地方。（類似鎮守府將軍）
  - 鎮西奉行，後改稱鎮西探題
  - 奧州總奉行，室町時代改稱奧州探題
  - 羽州探題（室町幕府職制）
  - 中国探題（室町幕府職制）
  - 九州探題（室町幕府職制）
  - 蝦夷沙汰職･蝦夷代官
- 京都所司代。與六波羅探題相同，在江戶時代初設，用於管理京都事務和監視天皇。
- 大坂城代。江戶幕府初設，為幕府駐大阪的最高行政長官，負責大阪城的城防，監視關西大名，手握符節，掌控關西緊急時的軍事指揮權及訴訟裁斷權，並統轄在大坂值班的幕府役人，由譜代大名出任
- 駿府城代。江戶幕府初設，為幕府駐駿府的最高行政長官。
- 遠國奉行。江戶幕府初設，為設置在江戶以外的幕府直轄領天領內之要地，掌管該地政務之奉行。分別包括京都町奉行、大坂町奉行、駿府町奉行之各町奉行和伏見奉行、佐渡奉行、長崎奉行、堺奉行、山田奉行、奈良奉行、日光奉行、浦賀奉行、下田奉行、新潟奉行、箱館奉行、神奈川奉行、兵庫奉行等役職。其中，伏見奉行由大名擔任，其他一律由旗本擔任。